# نبیل ضرار
نبیل ضرار (زادهٔ ۲۵ فوریهٔ ۱۹۸۶) بازیکن فوتبال اهل مراکش است.
وی همچنین در تیم ملی فوتبال مراکش بازی کرده‌است.